# Ernst Wilhelm Müller
Ernst Wilhelm Müller (* 21. April 1925 in Gelsenkirchen; † 29. November 2013 in Oldenburg) war ein deutscher Ethnologe.

## Leben
Müller studierte ab 1946 Völkerkunde an den Universitäten München und Mainz. Von 1951 bis 1954 nahm er an der von Erika Sulzmann organisierten Expedition zu den Ekonda im Belgisch-Kongo teil. 1955 promovierte er bei Adolf Friedrich. Von 1960 bis 1967 war er wissenschaftlicher Assistent bei Wilhelm Emil Mühlmann am Institut für Soziologie und Ethnologie an der Universität Heidelberg, wo er sich 1967 habilitierte. Nach zwei Jahren als Hochschuldozent in Heidelberg wurde er 1969 zum ordentlichen Professor für Völkerkunde am Institut für Ethnologie der Universität Mainz berufen. 1986 trat er in den Ruhestand.
Von 1969 bis 1973 war Müller Vorsitzender der Deutschen Gesellschaft für Völkerkunde.

## Schriften (Auswahl)
Als Autor
- Das Fürstentum bei den Südwest-Móngo (Belgisch Kongo). 1955 (Dissertation, Universität Mainz, 1955).
- Der Begriff „Verwandtschaft“ in der modernen Ethnosoziologie. Reimer, Berlin 1981 (teilweise zugleich: Habilitationsschrift, Universität Heidelberg, 1967).
- Kultur, Gesellschaft und Ethnologie: Aufsätze 1956–2000. Lit, Münster 2001.

Als Herausgeber
- mit Wilhelm Emil Mühlmann: Kulturanthropologie. Kiepenheuer und Witsch, Köln 1966.
- mit Horst Reimann: Entwicklung und Fortschritt: Soziologische und ethnologische Aspekte des sozialkulturellen Wandels. Wilhelm Emil Mühlmann zum 65. Geburtstag. Mohr, Tübingen 1969.
- mit René König, Klaus-Peter Köpping, Paul Drechsel: Ethnologie als Sozialwissenschaft (=  Kölner Zeitschrift für Soziologie und Sozialpsychologie. Sonderheft 26). Westdeutscher Verlag, Opladen 1985.
- Geschlechtsreife und Legitimation zur Zeugung. Alber, Freiburg im Breisgau 1985.
- mit Anna-Maria Brandstetter: Forschungen in Zaïre: In memoriam Erika Sulzmann (7.1.1911–17.6.1989). Lit, Münster 1992.